# فرایند ۱ میکرومتر

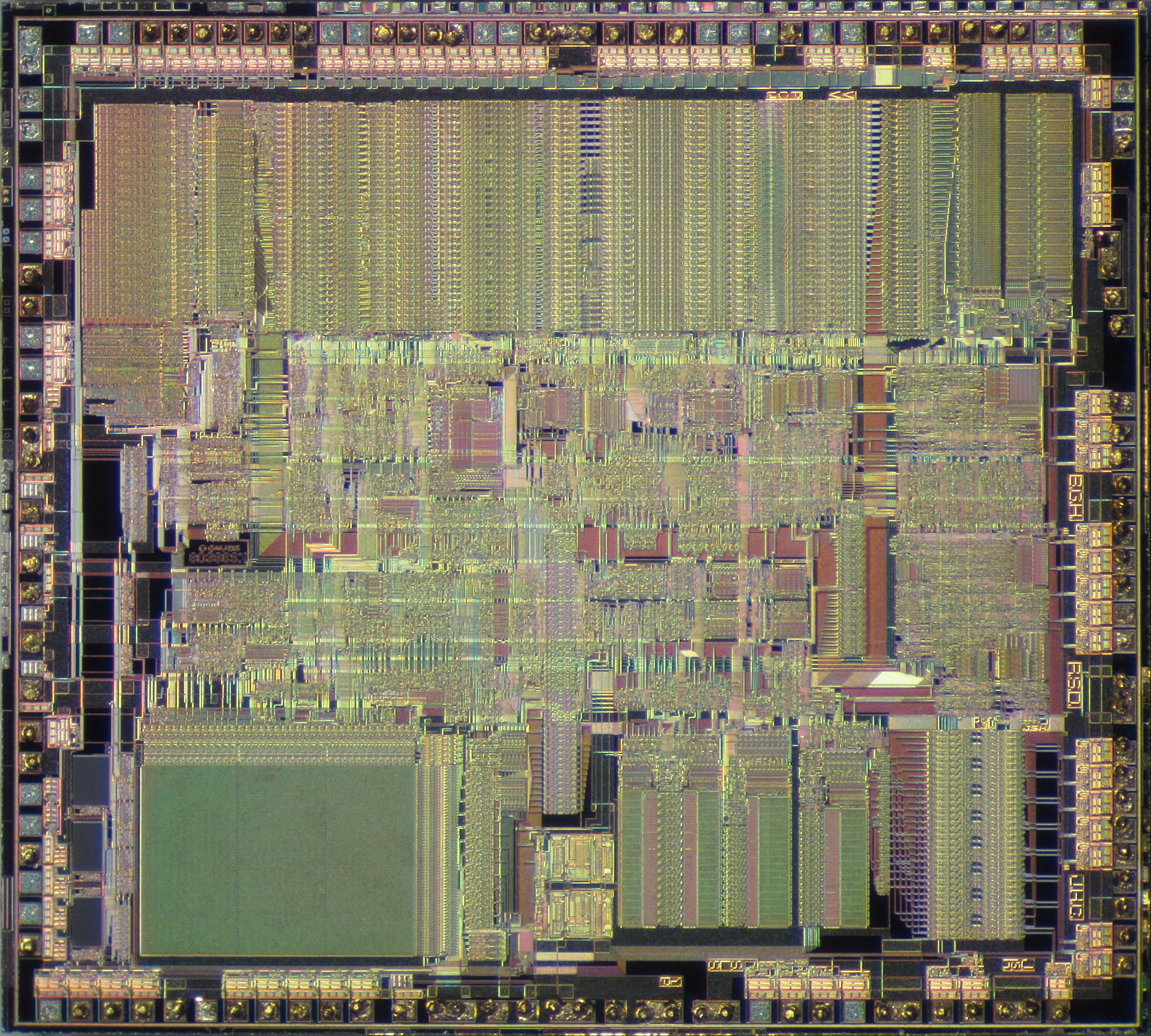
میکروپروسسور اینتل

فرایند ۱ میکرومتر به سطح فناوری فرایند نیم‌رسانا ماسفت که در بازه زمانی زمانی ۱۹۸۴–۱۹۸۶ تجاری شده بود، و توسط شرکت‌های پیشرو نیم‌رسانا مانند: اینتل، نیپون تلگراف اند تلفن (NTT)، ان‌ای‌سی، و آی‌بی‌ام تجاری‌سازی شد، اشاره می‌کند. این اولین فرایندی بود که سیماس متداول بود (بر خلاف اِن‌ماس).
اولین ماسفت با طول کانال ان‌ماس ۱ میکرومتر توسط یک تیم تحقیقاتی به سرپرستی رابرت اچ دنارد، هووا-نین یو و اف اچ گنزلن در مرکز تحقیقات تی جی واتسون آی‌بی‌ام در سال ۱۹۷۴ ساخته شد.

## محصولات دارای فرایند تولید ۱ میکرومتر
- NTT فرایند ۱ میکرومتر را برای تراشه‌های حافظه تصادفی پویا (DRAM) خود معرفی کرد، از جمله تراشه ۶۴ کیلوبیت در سال ۱۹۷۹ و تراشه ۲۵۶ کیلوبیت در سال 1980.[۴]
- ان‌ای‌سی تراشه حافظه DRAM یک مگابایت را با فرایند ۱ میکرومتر در سال ۱۹۸۴ ساخت.[۵]
- سی‌پی‌یو اینتل ۸۰۳۸۶ که در سال ۱۹۸۵ راه‌اندازی شد با استفاده از این فرایند ساخته شد.[۶]